# Kedgeree

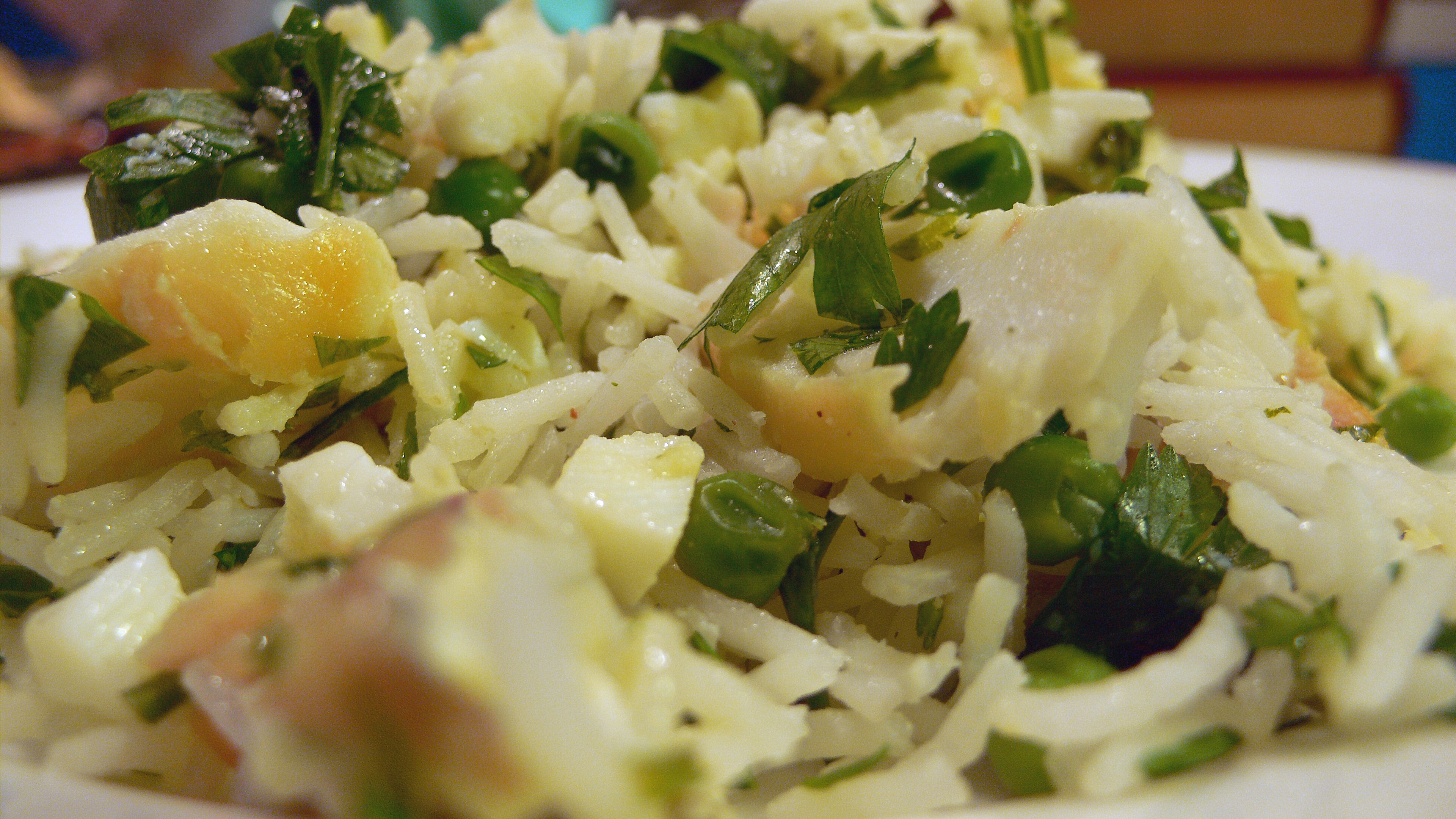
Kedgeree

Kedgeree (gelegentlich auch Kitcherie, Kitchari oder Kitchiri geschrieben) ist ein vor allem in England populäres Gericht.
Es besteht aus Fisch (meistens geräucherter Schellfisch), gekochtem Reis, Eiern und Butter. Ursprünglich wurde zudem oft gehackter Porree beigemengt; heute wird es meistens mit Currypulver oder Kurkuma und Koriander gewürzt und mit Sahne oder Joghurt verfeinert.

## Geschichte
Kedgeree ist ein Gericht der anglo-indischen Küche, wurde also von den englischen Kolonialherren in Indien erfunden. Der Name geht auf das indische Gericht Khichri zurück, das aus Reis, Dal, Butter, Zwiebeln und Gewürzen zubereitet wird. Fisch und gekochte Eier waren ursprünglich nur Beilagen, wurden aber dem Verständnis der Kolonialherren nach bald Grundzutaten eines gelungenen Kedgeree. Es wurde ursprünglich überwiegend zum Frühstück gegessen, denn der in der Morgenfrühe gefangene Fisch sollte möglichst frisch auf den Teller gelangen. Zumeist wurde es in gehobenen Kreisen serviert. In viktorianischer Zeit wurde das Gericht auch im Mutterland allgemein bekannt; William Somerset Maugham wird der Ausspruch nachgesagt: „Um in England gut zu essen, sollte man dreimal am Tag frühstücken, und zwar nicht ohne Kedgeree.“

## Film
- Der flotte Schotte. Dokumentarfilm, Deutschland, Frankreich, Österreich, 2012, 43 Min., Regie: Florian Schewe, Produktion: arte, zero one film, ORF, Reihe: Die kulinarischen Abenteuer der Sarah Wiener in Großbritannien. (Folge 3 von 10), Erstausstrahlung: 13. Juni 2012, Filminformationen von arte mit Rezept.